# Спортивна гімнастика на літніх Олімпійських іграх 2000 — Вільні вправи (жінки)
Фінал змагань у вільних вправах серед жінок у рамках турніру зі спортивної гімнастики на літніх Олімпійських іграх 2000 року відбувся 25 вересня 2000 року.

## Призери
| Золото                      | Срібло                   | Бронза                  |
| Олена Замолодчикова · Росія | Світлана Хоркіна · Росія | Сімона Аманар · Румунія |

## Фінал
| Місце | Гімнаст                   | Результат |
| ----- | ------------------------- | --------- |
|       | Олена Замолодчикова (RUS) | 9.850     |
|       | Світлана Хоркіна (RUS)    | 9.812     |
|       | Сімона Аманар (ROU)       | 9.712     |
| 4     | Естер Мойя (ESP)          | 9.700     |
| 5     | Ян Юнь (CHN)              | 9.637     |
| 6     | Андрея Радукан (ROU)      | 9.275     |
| 7     | Ліза Скіннер (AUS)        | 9.012     |

- Примітка:  Дун Фансяо (CHN) була дискваліфікована рішенням МОК від 28 квітня 2010 року: на момент проведення Олімпійських ігор спортсменці не виповнилося 16 років. В фіналі Дун Фансяо набрала 9.537 бала і посіла шосте місце.